# Mildred Moore
Mildred Moore (? - 12 de agosto de 1941) foi uma atriz de cinema estadunidense da era do cinema mudo, que atuou em 38 filmes pela Universal Film Manufacturing Company entre 1919 e 1920, na maioria curta-metragens de comédia ou western.

## Biografia
Nasceu em New Albany, e cresceu em St. Louis, mudando-se posteriormente para Kansas City. Quando criança cantava em teatros amadores, por possuir voz mezzo-soprano.
Mildred foi uma das 11 ganhadoras do concurso “Beauty and Brains”, realizado pela Photoplay Magazine em 1916, quando representou Kansas City, ainda sob o nome Mildred Lee.
Após o concurso, assinou um contrato com a Universal Film Manufacturing Company, e seu primeiro filme foi a comédia curta-metragem His Body for Rent, em 1919, ao lado de Eddie Lyons e Lee Moran. Fez ao longo de 1919 e 1920, várias comédias curtas, ao lado de Lyons e Moran, todos pela Universal. Eventualmente atuava em western, tais como The Crow (1919), e Hair Trigger Stuff (1920), ambos ao lado de Hoot Gibson. Em 1920, atuou em um único seriado, The Moon Riders, em 18 capítulos, ao lado de Art Accord. Em 1920, pode ter feito seu último filme, Her Perfect Husband (não confirmada).
A carreira de Mildred terminou abruptamente em 18 de setembro de 1920, quando foi presa e acusada por posse de cocaína e heroína. Em uma entrevista concedida ao Los Angeles Examiner, Moore admitiu ser viciada em cocaína há anos. O ator Jay Belasco, que foi preso juntamente com Moore, continuou a trabalhar em filmes até 1936. A prisão de Mildred Moore e Jay Belasco precedeu os acontecimentos que seriam chamados "Roaring Twenties", uma década de efervescência cultural e ruptura das antigas tradições nas maiores cidades do mundo, mas que teve como conseqüência a destruição, pela dependência de tóxicos, de artistas populares como Juanita Hansen, Barbara La Marr, Alma Rubens e Wallace Reid.
Mildred morreu de ataque cardíaco em 12 de agosto de 1941, em Nova Iorque.

## Filmografia parcial
- His Body for Rent (1919)
- The Crow (1919)
- The Fighting Line (1919)
- The Wife Breakers (1919)
- Hair Trigger Stuff (1920)
- His Nose in the Book (1920)
- The Moon Riders (1920)
- Her Perfect Husband (1920)